# Tillandsia 'Mudlo'
Tillandsia 'Mudlo' es un  cultivar híbrido del género Tillandsia perteneciente a la familia  Bromeliaceae.
Es un híbrido creado en el año 1997 con las especies Tillandsia intermedia × Tillandsia ionantha.